# Неурофиброматоза тип 1
Неурофиброматоза тип 1 (фон Реклингхаузен) је обољење које се наслеђује аутозомно-доминантно и карактерише се појавом лезија на кожи, нервном систему и очима.
Неурофиброматоза спада у групу факоматоза или неурокутаних синдрома. У ове синдроме спадају још и:
- неурофиброматоза тип 2 (енгл. Neurofibromatosis type 2 )
- Стурџ-Веберова болест (енгл. Sturge-Weber diseasae)
- Фон Хипел Линдау синдром (енгл. Von Hippel-Lindau disease)
- Туберозна склероза (енгл. Tuberous sclerosis)

## Учесталост
Преваленца је око 1:3000.
Неурофиброматоза тип 1 се среће свуда широм света и нешто чешће оболевају мушкарци.

## Симптоми
За неурофиброматозу тип 1 су карактеристичне промене на кожи, нервном систему и очима.

### Промене на кожи
На кожи се запажају промене у виду флека боје беле кафе (cafe-au-lait). Појединачно се ове флеке могу наћи и код здравих особа, али уколико постоји више од 6 онда је то већ знак за ову болест. Такође значајна је и њихова величина, флеке веће од 1,5 cm су већ патолошке.
Најчешће су присутне у пазушном пределу.

### Промене на нервном систему
Присутне су лезије на периферном и централном нервно систему.
- Периферни нервни систем

Карактеристичне промене су неурофиброми, по чему је и болест добила име. Неурофиброми су тумори Шванових ћелија, фибробласта и других глија ћелија (то су помоћне или потпорне ћелије нервног система).
Неурофиброми могу бити кутани (на кожи), супкутани (поткожни) и плексиформи.
Кутани неурофиброми су полулоптастог облика и налазе се непосредно ипод површине коже. Мекане су конзистенције и светлобраон боје. Јављају се у великом броју и понекад читава површина коже може бити прекривена групама оваквих тумора.
Велики нурофиброми због своје величине и меканог састава нису полулоптасти већ врећастог облика и висе са површине коже.
Супкутани неурофиброми су чврстог састава и леже дубље у кожи.
Плексиформни неурофиброми инфилтришу околне нерве (и велики нерви су захваћени) и крвне судове.. Изгледају као дебеле плочасте формације услед чега су разни делови тела (нпр. екстремитети) задебљали и деформисани.
Од нервних поремећаја могу се наћи и глиоми оптичког нерва.
Понекад се јавља и епилепсија и ментална заосталост.

### Промене на очима
Код готово свих оболелих присутне су промене у виду Лишових чворића на ирису ока. То су мали чворови који су распоређени у групама и браон су боје.

### Малигни тумори у склопу неурофиброматозе тип 1
Од малигних (злоћудних) тимора могу се јавити епендимоми, малигни глиоми оптичког нерва, Ретинобластоми, феохромоцитоми...

### Остали симптоми
Могу се јавити и промене на костима у виду повећања (хипертрофија) екстремитета, сколиоза промене на зглобовима...

## Узрок
Узрок је мутација НФ-1 гена на хромозому 17 (Хромозом 17 (човек)).
Овај ген је један од највећих гена људског генома (око 100 000 базних парова), тако да је вероватноћа појаве мутације у прилично велика у односу на друге гене. Иначе овај ген регулише ћелијску деобу-митозу, па се његовом мутацијом ћелије убрзано размножавају тј. настаје тумор. Овај ген припада такозваним протоонкогенима. Њиховом мутацијом настају онкогени који узрокују настанак тумора.